# Nasutitermes pictus
Nasutitermes pictus är en termitart som beskrevs av Light 1933. Nasutitermes pictus ingår i släktet Nasutitermes och familjen Termitidae. Inga underarter finns listade i Catalogue of Life.